# Романеті
Романеті (груз. რომანეთი) — село в Грузії.
За даними перепису населення 2014 року в селі проживає 276 осіб.